# سفارت چین در برلین
سفارت چین در برلین (به آلمانی: Chinesische Botschaft in Berlin) یک سفارت در آلمان است که در برلین واقع شده‌است.